# Iglesia de San Martín d'Harfleur
La ' Saint-Martin es una iglesia católica ubicada Harfleur en Francia uno de los modelos de arquitectura gótica en Normandía.
.

## Histórico
Fue construida entre el XIV y XVI.  Fue clasificado como monumento histórico en 1840.

## Arquitectura

#### Vidrieras
Instaladas a mediados del XIX por el maestro vidriero Drouin, fueron parcialmente destruidos el 11 de diciembre por la explosión de una fábrica de municiones en Le Havre, mientras el resto fueron destruidas mientras se retiraban en 1942.
En 2006 se lanzó un concurso para su rehabilitación. Lo ganó en 2007 Bernard Piffaretti asociado con los maestros vidrieros Dominique Duchemin y Gilles Rousvoal. Las nuevas vidrieras fueron instaladas entre 2009 y 2011 e inauguradas en enero de 2012.